# Sant Joan de Toran
Sant Joan de Toran és una entitat de població del municipi de Canejan, a la comarca de la Vall d'Aran. Està inclòs a l'Inventari del Patrimoni Arquitectònic de Catalunya. El 2019 tenia censats 3 habitants.

## Geografia
És al marge dret del riu Toran a 1.035 m d'altitud. L'activitat econòmica tradicional del poble és la ramaderia bovina.
El petit nucli consta de diverses bordes centrades pel santuari de Sant Joan de Toran, una església romànica del segle xii ampliada en època moderna.

## Santuari

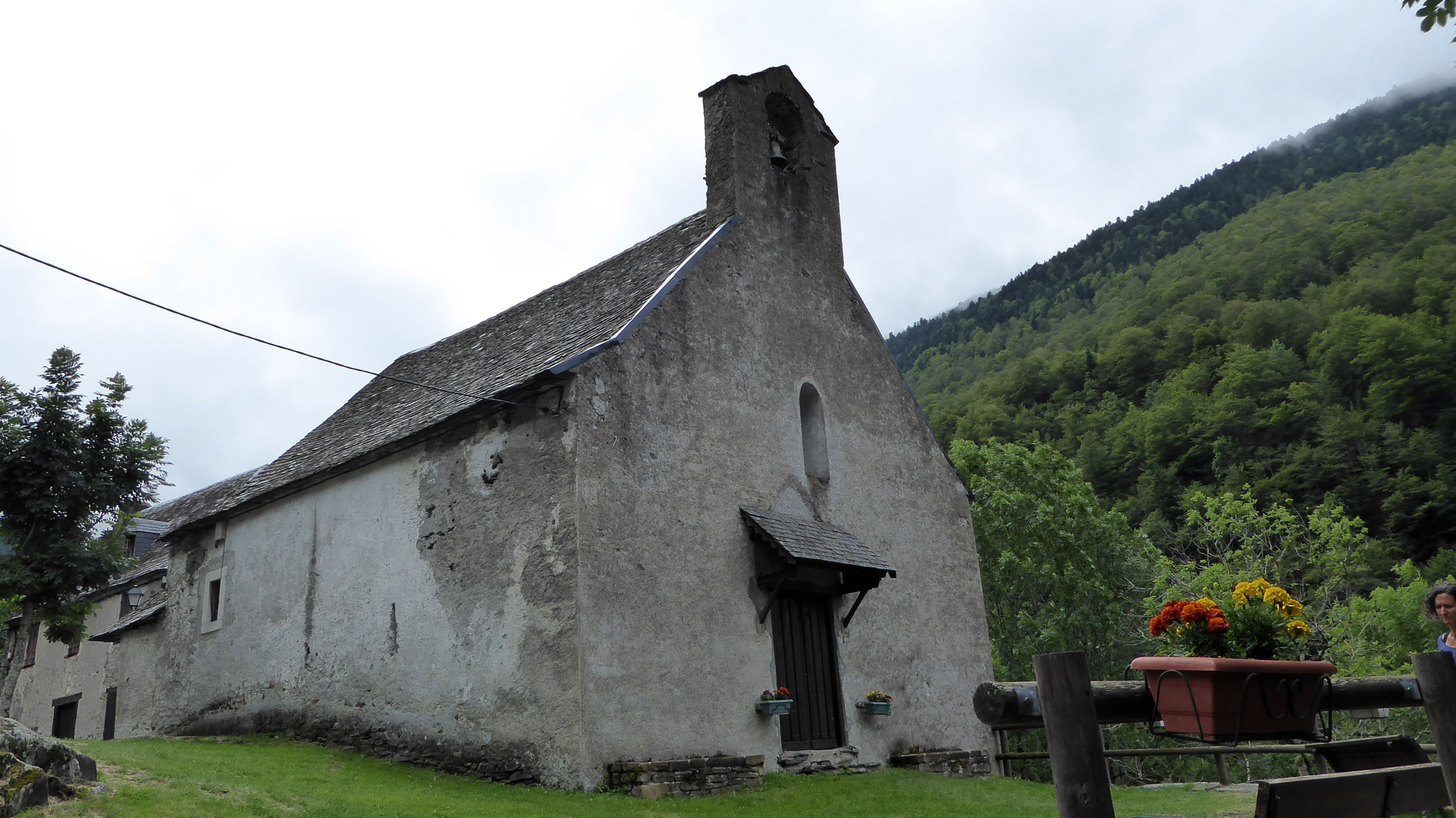
Església romànica de Sant Joan de Toran (Canejan)

## Història
Pascual Madoz, governador de la Vall d'Aran i posteriorment ministre d'Hisenda de l'Estat espanyol, va ser una de les primeres persones a escriure sobre Sant Joan de Toran, i va descriure el poble com un llogarret petit, d'una dotzena de cases.
Sant Joan de Toran és un dels llocs que cita la llegenda com a assentament de templers i hospitalers.
Poc abans de l'arribada de les tropes franquistes a la Vall d'Aran (1938), la immensa majoria de la població va fugir de cop i volta a França (a menys d'un quilòmetre), bàsicament per por de represàlies. Aquest fet va provocar que el poble es quedés pràcticament abandonat fins que més recentment, als anys 80, les cases es van convertir en segones residències.
Fins al 2009 no es va produir pràcticament cap investigació sobre la història i els esdeveniments del poble.

## Festivitats
- 8 de setembre - Festa major.